# Премрл, Станко
Станко Премрл (словен. Stanko Premrl; 28 сентября 1880, Поднанос (ныне общины Випава в западной части Словении) — 14 марта 1965, Любляна) — словенский композитор и священник, автор музыки к гимну Словении.

## Биография
Родился в деревние Штаерски-Вид (ныне Поднанос) в Випавской долине. Окончил Венскую консерваторию. С 1909 по 1939 годы был руководителем хора в Люблянском соборе, а с 1908 по 1939 годы и директором школы классического орга́на в Любляне.
Премрл — ключевая фигура в словенской церковной музыке, он является автором музыки более чем к двум тысячам песен. 24 сентября 1905 считается датой написания Премрлом музыки на стихотворение Франце Прешерна «Здравица», более известное как гимн современной Словении.
Племянник Станко Премрла, Янко, в годы Народно-освободительной войны Югославии был одним из лидеров антифашистского сопротивления в Словении.